# Carl August Ehrenberg
Carl August Ehrenberg (* 24. August 1801 in Delitzsch; † 13. August 1849 in Berlin) war ein sächsisch-preußischer, deutscher Botaniker und Pflanzensammler. Sein botanisches Autorenkürzel lautet „C.Ehrenb.“
Carl August Ehrenberg war als Angestellter einer Bergwerksgesellschaft von 1827 bis 1840 in Mittelamerika und Mexiko tätig. In seiner Freizeit betrieb er naturwissenschaftliche Studien und sammelte Pflanzen, Tiere und Mineralien zum Verkauf nach Europa. Er studierte die Lebensbedingung und die Morphologie insbesondere der Kakteengewächse in ihrer Heimat. Er stand in engem brieflichen Kontakt mit Diederich von Schlechtendal, dem Kustos des königlichen Herbariums von Berlin. Er verschickte in mehreren Sendungen Pflanzen an ihn. 
Im Sommer 1840 kehrte er nach Berlin zurück. 1843 beschrieb er Pelecyphora aselliformis in der Botanischen Zeitung. Er stellte damit gleichzeitig eine neue, damals monotypische Gattung in der Familie der Kakteengewächse auf. 
Zu Ehren Ehrenbergs wurden mehrere Kakteenarten und andere Pflanzen benannt.
Sein Bruder Christian Gottfried Ehrenberg war ein bedeutender Naturforscher seiner Zeit.